# Kranzberg (település)
Kranzberg település Németországban, azon belül Bajorországban. Lakosainak száma 4263 fő (2023. december 31.). Kranzberg Kirchdorf an der Amper, Freising, Neufahrn bei Freising, Fahrenzhausen, Hohenkammer és Allershausen községekkel határos.

## Népesség
A település népessége az elmúlt években az alábbi módon változott:
| Lakosok száma | 595  | 971  | 2552 | 2933 | 4091 | 4074 | 4100 | 4153 | 4203 | 4263 |
|               | 1875 | 1950 | 1975 | 1987 | 2012 | 2014 | 2016 | 2017 | 2021 | 2023 |